# Андрей Курков
Андрей Юревич Курков (на украински: Андрі́й Ю́рійович Курко́в; на руски: Андре́й Ю́рьевич Курко́в) е украински писател, преподавател и кинематограф.

## Биография
Роден е в Будогошч, Ленинградска област, но от ранна детска възраст живее в Киев. През 1983 г. завършва Киевския национален чуждоезиков педагогически институт. В периода 1985–1987 г. работи като охранител в Одеската изправителна колония № 51.
Женен е за Елизабет Шарп, която работи като консултант в Британския съвет в Украйна. Този брак е причината той да промени религията си – става протестант, присъединявайки се към църквата „Нов Йерусалим“. Има 3 деца и живее в Киев.
Започва да пише още в горните класове на гимназиалните класове. Завършва школа за преводач от японски език. Работил е като редактор на издателство „Днепър“. Към 2009 година той вече е автор на 13 романа и 5 книги за деца. През 1990 г. всичките произведения на Курков са издадени в Украйна от издателство „Фолио“, Харков. 15 години по-късно (2005) книгите му са издадени в Русия от издателство „Амфора“, Санкт Петербург. Романът му „Пикник на льду“ в Украйна е продаден в 150-хиляден тираж, което е в пъти повече от книги на други съвременни украински писатели. Книгите на Андрей Курков са преведени на 21 езика, вкл. и на български.
Курков е единственият писател от постсъветското пространство, чиито книги са в топ 10 на европейските бестселъри. През март 2008 г. романът му „Ночной молочник“ влиза в „дългия списък“ на руските литературни награди „Национален бестселър“.
Работи в Бел Интернешънъл Колидж, Кеймбридж, Англия и във Факултета по кино в Театралния институт в Киев, Украйна. Работи и като сценарист в киностудиото на А. Довженко. От 1993 г. е член на Съюза на кинематографистите в Украйна, от 1994 г. – на Националния съюз на писателите, а от 1998 г. – на Европейската киноакадемия и постоянен член на журито по връчване на нейните награди „Феликс“.
Награден е с френския Орден на Почетния легион (8 април 2014 г.).
В 2018 година е избран за председател на ПЕН клуб в Украйна.
По негови сценарии са заснети повече от 20 игрални и документални филми.
Известен е със своя мисъл, свързана с писането. Според него „писател е не онзи, който пише, а когото хората четат. Ако не те четат днес, можеш да очакваш посмъртна слава. На мен лично ми харесва да получавам радостите, докато съм жив. И не ме интересува колко голям ще бъде паметникът на гроба ми…”

## Произведения
- „Не приведи меня в Кенгаракс“ (1991)
- „11 необыкновенностей“ (1991)
- „Бикфордов мир“ (1993)
- „Смерть постороннего“ (1996)
- „Пикник на льду“ (1997)
- „Добрый ангел смерти“ (1997)
- „Милый друг, товарищ покойника“ (2001)
- „География одиночного выстрела“ (2003)
- „Последняя любовь президента“ (2004)
- „Любимая песня космополита“ (2005)
- „Приключения чепухоносиков“ (детская книга) (2007)
- „Школа котовоздухоплавания“ (детская книга) (2007)
- „Ночной молочник“ (2007)
- Садовник из Очакова (2010)
- Львовская гастроль Джими Хендрикса (2012)
- Почему ёжика никто не гладит (2014)
- Дневники Майдана (2015)
- Серые пчёлы (2018)
- Ёжик и подарочная путаница (2020)
- Самсон и Надежда (2020)
- Сердце – не мясо (2021)

### Книги, преведени на български език
- „Смъртта на непознатия“ (2007) – превод от Иван Василев
- „Законът на охлюва“ (2007) – превод от Елена Пейчева
- „Добрият ангел на смъртта“ (2007) – превод от Светлана Комогорова-Комата
- „Последната любов на президента“ (2007) – превод от Здравка Петрова